# Коэльо, Пауло
Па́уло Коэ́льо (порт. Paulo Coelho [pˈa͡ʊlʊ kˌuˈeʎʊ]; род. 24 августа 1947, Рио-де-Жанейро) — бразильский прозаик и поэт. Опубликовал в общей сложности более двадцати книг — романы, комментированные антологии, сборники коротких рассказов-притч. В России прославился после издания «Алхимика», долго остававшегося в первой десятке бестселлеров. Общий тираж его книг на всех языках превышает 300 миллионов.

## Биография
Пауло Коэльо родился в Рио-де-Жанейро 24 августа 1947 года в благополучной семье инженера Педру и Лижии Коэльо. 
В семь лет он был отправлен в иезуитскую школу Святого Игнатия Лойолы, где впервые проявляется его желание писать книги. 
Желание стать писателем не нашло понимания у его семьи, поэтому под их давлением он поступает в 1963 году на юридический факультет университета Рио-де-Жанейро, но вскоре бросает учёбу и больше занимается журналистикой, пишет заметки в газетах Сан-Паулу и Рио-де-Жанейро. 
В итоге разногласия между ним и семьёй шли по нарастающей, в конце концов семнадцатилетний Пауло в ноябре 1964 года был принудительно помещён в частную психиатрическую клинику на 2 года для курса лечения. Ни лечение электрошоком из-за проявившегося приступа мании преследования, переросшего в шизофрению, ни второй курс лечения не изменили его уверенности в себе — и тогда в 1966 году он сбежал из клиники, скитался некоторое время, в итоге вернулся домой. 
Через год он примкнул к движению любительского театра, который в Бразилии стал массовым явлением — не только явлением искусства, но и социального протеста. Театрально-протестная активность для Коэльо закончилась снова в лечебнице в 1968 году, откуда он снова сбежал, но безденежье вынудило его вновь вернуться домой. В итоге после третьего курса лечения его семья смирилась с тем, что «нормальной» работой он заниматься не будет. Пауло Коэльо продолжал заниматься театром и журналистикой до 1970 года.
В 1970 году Коэльо начал путешествовать по Мексике, Перу, Боливии, Чили, Европе и Северной Африке. 
Через два года Коэльо вернулся в Бразилию и начал сочинять стихи для песен, ставших потом очень популярными, работая с известными бразильскими исполнителями, такими как Рауль Сейшас. 
Как он признаётся в одном из интервью, в это время он познакомился с работами противоречивого английского мистика, Алистера Кроули, повлиявшими на его творчество. Оно распространилось не только на музыку, но и на планы создания «Альтернативного общества», которое должно было стать общиной анархистов в штате Минас-Жерайс, основанной на идее Кроули: «Делай что хочешь — таков весь закон». Бразильские военные, пришедшие к власти в результате переворота 1964 года, посчитали этот проект подрывной деятельностью и заключили всех предполагаемых членов группы под стражу в октябре 1974 года. Коэльо суд приговорил условно к 2 годам заключения. Известно также, что во время пребывания Коэльо в тюрьме его жену и Рауля Сейшаса пытали. Выйти из тюрьмы Коэльо неожиданно помогло прошлое: его признали невменяемым и отпустили в декабре 1976 года.
Позднее, во время путешествия со своей нынешней, четвёртой, женой Кристиной, в Голландии он встречает личность (называемую им «Джей» (лат. J) в «Валькириях», «Паломничестве», «Алефе» и на его сайте «Воин Света»), которая изменила его жизнь и посвятила в христианство. В 1983 году он стал членом католической группы, известной как RAM (Regnus Agnus Mundi), где «Джей» был его «Учителем». В 1986 году он прошёл Дорогой Сантьяго, старинным испанским путём паломников, и описал позднее всё произошедшее в книге «Дневник Мага». В 1988 году, сразу после выхода книги «Алхимик», «Джей» отправляет Пауло вместе с женой Кристиной в паломничество на 40 дней в пустыню Мохаве в Соединённых Штатах Америки. Позднее эти события Пауло описывает в книге «Валькирии».
С 1989 года он живёт со своей женой Кристиной в Рио-де-Жанейро (Бразилия) и в Тарбе (Франция).

## Работы

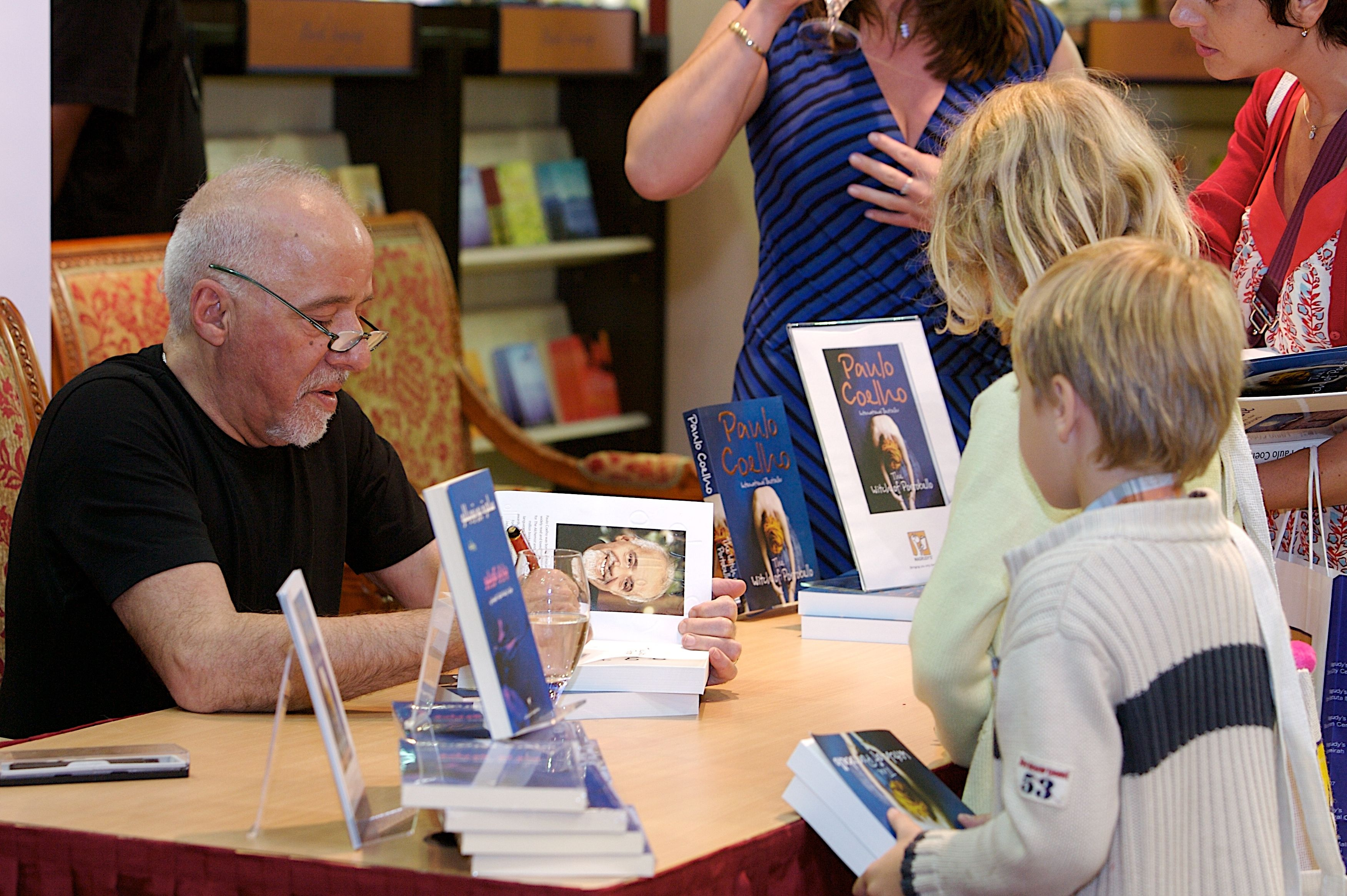
Пауло Коэльо на презентации подписывает свои книги, 2007 год

В 150 странах мира было продано более 86 миллионов книг Пауло Коэльо, переведённых на 67 языков. Он получил множество литературных премий в разных странах, включая Францию (La Legion d’Honneur) и Италию (Grinzane Cavour). Список его романов включает «Алхимика», основанного на «Истории о двух мечтателях» Борхеса, и проданного общим тиражом более 11 миллионов экземпляров, переведённых на 41 язык мира, положившего начало фильму, снимаемому Лоренсом Фишберном, поклонником Коэльо. Кроме того, им написано «Паломничество» (лёгшее в основу компьютерной игры, разработанной компанией Arxel Tribe), «На берегу Рио-Пьедра села я и заплакала…» и «Валькирии». Многие книги писателя попали под запрет в Иране, о чём Коэльо лично сообщил в своём официальном блоге, с конфискацией 1000 копий, впоследствии всё-таки допущенных к печати.
Его произведения входили в список самых продаваемых книг не только в Бразилии, но и в Великобритании, США, Франции, Германии, Канаде, Италии, Израиле, Финляндии и Греции. «Алхимик» до сих пор остаётся самой продаваемой книгой в истории Бразилии и упомянут в Книге рекордов Гиннесса. Коэльо является автором самых продаваемых книг на португальском языке.

## Критика
Несмотря на весь этот успех, многие бразильские критики считают его незначительным писателем, чьи работы слишком просты. Некоторые из них также называют его работы «коммерческими» и ориентированными на рынок. Его избрание в Литературную академию Бразилии оспаривается многими бразильцами.
Российский писатель Баян Ширянов (Кирилл Воробьёв) высказал мысль, что популярность книг вроде «Алхимика» можно объяснить исключительно конъюнктурой. По мнению Ширянова, «Алхимик» — «это растянутая на двести страниц маленькая ветхозаветная притча, в оригинале состоящая из двух абзацев».
Писатель и поэт Дмитрий Быков весьма низко оценил литературные достоинства произведений Коэльо в стихотворении «Коэльо едет». В этом произведении Коэльо как бы говорит от собственного имени:
Но я посредственность такая, что это знаю даже сам! Ужели обкурилась дури на это время вся страна? Ведь всей моей литературе в базарный день пятак цена! Слова пустые, разум птичий, идеи девственно просты...
Известная российская телеведущая и сценарист Авдотья Смирнова сказала о нём следующее:
Раздражение, которое Коэльо вызывает у любого мало-мальски литературно искушённого читателя, объясняется прежде всего его необычайной серьёзностью, гусиной какой-то важностью — скука смертная, на весь роман ни одной шутки, ни одной улыбки, ни одной остроты. Я имею в виду не хиханьки-хаханьки, остроты в литературе бывают какие угодно — фонетические, философские, выворачивающие идиомы; но вот так, без единой даже тени жонглирования, без малейшего артистизма, без намёка на игру ума, так настоящая литература не случается. Между тем именно эта серьёзность и делает Коэльо таким популярным писателем.
В январе 2011 года правительство Ирана запретило печатать и продавать любые книги Пауло Коэльо. Никаких объяснений по этому поводу власти Ирана не дали.

## Экранизации
1. Вероника решила умереть — яп. Veronika wa shinu koto ni shita, реж.: Кей Хория; 2005
2. Вероника решает умереть — англ. Veronika Decides to Die; реж: Эмили Янг; 2009; IMDb: 1068678

В 2014 году на экраны вышел фильм «Пилигрим: Пауло Коэльо», который рассказывает о жизненном и творческом пути писателя. В российском прокате он появился в марте 2015 года.